# Georges Decraeye

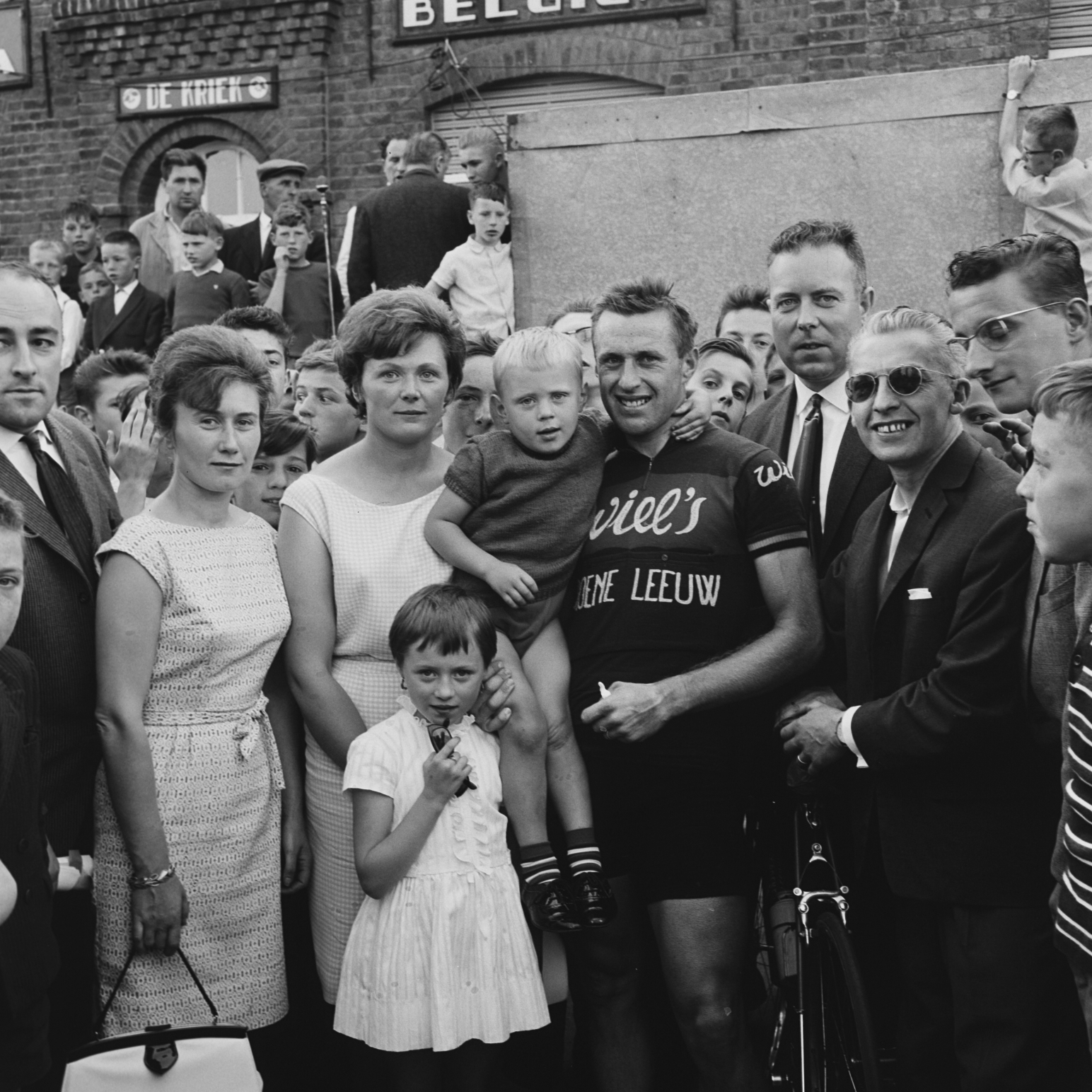
Georges Decraeye (1963)

Georges Decraeye (* 25. Juli 1933 in Oudenaarde; † 16. August 2003 ebenda) war ein belgischer Radrennfahrer.

## Sportliche Laufbahn
Decraeye war im Straßenradsport aktiv. Als Amateur wurde er 1952 Zweiter der nationalen Meisterschaft im Straßenrennen hinter Rik Van Looy.
1953 wurde er Unabhängiger. In dieser Klasse wurde er 1953 Zweiter im Omloop Het Volk und Sieger im Grote Prijs Briek Schotte 1954 sowie in der Flandern-Rundfahrt 1956.
Von 1957 bis 1965 war er als Berufsfahrer aktiv. Er begann im Radsportteam Rochet-Dunlop und fuhr seine letzte Saison als Domestik bei Solo–Superia mit Rik Van Looy als Kapitän. 1961 war er im Eintagesrennen Halle-Ingooigem erfolgreich. 1963 gewann er das Rennen Grote Prijs Raf Jonckheere. Decraeye gewann eine Reihe von Kriterien und Rundstreckenrennen in Belgien.
Im Omloop van het Houtland 1964 wurde er Zweiter hinter Arthur De Cabooter. Dritte Plätze holte er in der Elfstedenronde 1958, beim Omloop Het Volk 1961 und im Rennen Halle-Ingooigem 1963. Seinen letzten Sieg holte er 1965 bei einem Rennen in Lendelede.